# Wycieczkowicze
Wycieczkowicze (cz. Účastníci zájezdu) – czeski film komediowy z 2006 roku w reżyserii Jiříego Vejdělka. Ekranizacja powieści Michala Viewegha z 1996 roku, po raz pierwszy wydanej w Polsce w 2001 jako Uczestnicy wycieczki, a w 2008 wznowionej pod nazwą zgodną z tytułem filmu. Adaptacji tekstu na potrzeby ekranu dokonali wspólnie autor i reżyser. Premiera filmu miała miejsce 20 kwietnia 2006 roku.

## Opis fabuły
Akcja filmu rozgrywa się w czasie tygodniowego turnusu wypoczynkowego nad Morzem Adriatyckim, na jaki wyjeżdża grupa czeskich wczasowiczów. Każdy z nich zabiera w tę podróż bagaż własnych problemów i smutków. Początkowo gwiazdą grupy jest Max, piosenkarz znany póki co z jednego przeboju, który przeżywa kryzys twórczy i nie jest w stanie pisać nowych piosenek. Towarzyszą mu jego starzy przyjaciele, para zupełnie różnych od siebie, a jednak szaleńczo w sobie zakochanych gejów. Zakompleksiona singielka Jolana zaprosiła na wyjazd swoich rodziców, licząc na poprawę ich coraz gorszych relacji małżeńskich. W grupie jest również Vladimir, nieco ekscentryczny voyeurysta, oraz robotnicza rodzina z dwójką dzieci, w której starszy syn przeżywa kryzys tożsamości związany z tym, iż nie jest pewien własnej orientacji seksualnej. Seniorkami turnusu są przyjaciółki Helga i Šarlota. Ta ostatnia ma nadzieję wrócić podczas podróży do miejsc, gdzie przed laty spędzała podróż poślubną ze swoim nieżyjącym już mężem. Wśród turystów są też Irma i Denisa, studentki szukające wakacyjnej przygody. Nad grupą stara się zapanować atrakcyjna pilotka Pamela, mająca niespełnione ambicje artystyczne.

## Obsada
- David Hlaváč – Roko
- Šárka Opršálová – Irma
- Miroslav Krobot – Karel senior
- Eva Leinweberová – Jituš
- Anna Polívková – Jolana
- Eva Holubová – matka Jolany
- Bohumil Klepl – ojciec Jolany
- Jana Štěpánková

## Produkcja
Zdjęcia kręcono w Pradze, a także we Włoszech (Sistiana) i Słowenii (Piran).